# دانشگاه براک
دانشگاه براک از دانشگاه‌های تحقیقاتی دولتی در سینت کترینز، انتاریو، کانادا است. این تنها دانشگاه در کانادا است که در یک ذخیره گاه زیست کره یونسکو، در مرکز شبه جزیره نیاگارای کانادا در محل دیواره نیاگارا واقع شده است. این دانشگاه نام سرلشکر آیزاک براک را بر خود دارد، که مسئول دفاع از کانادای علیا در برابر ایالات متحده در طول جنگ ۱۸۱۲ بود.

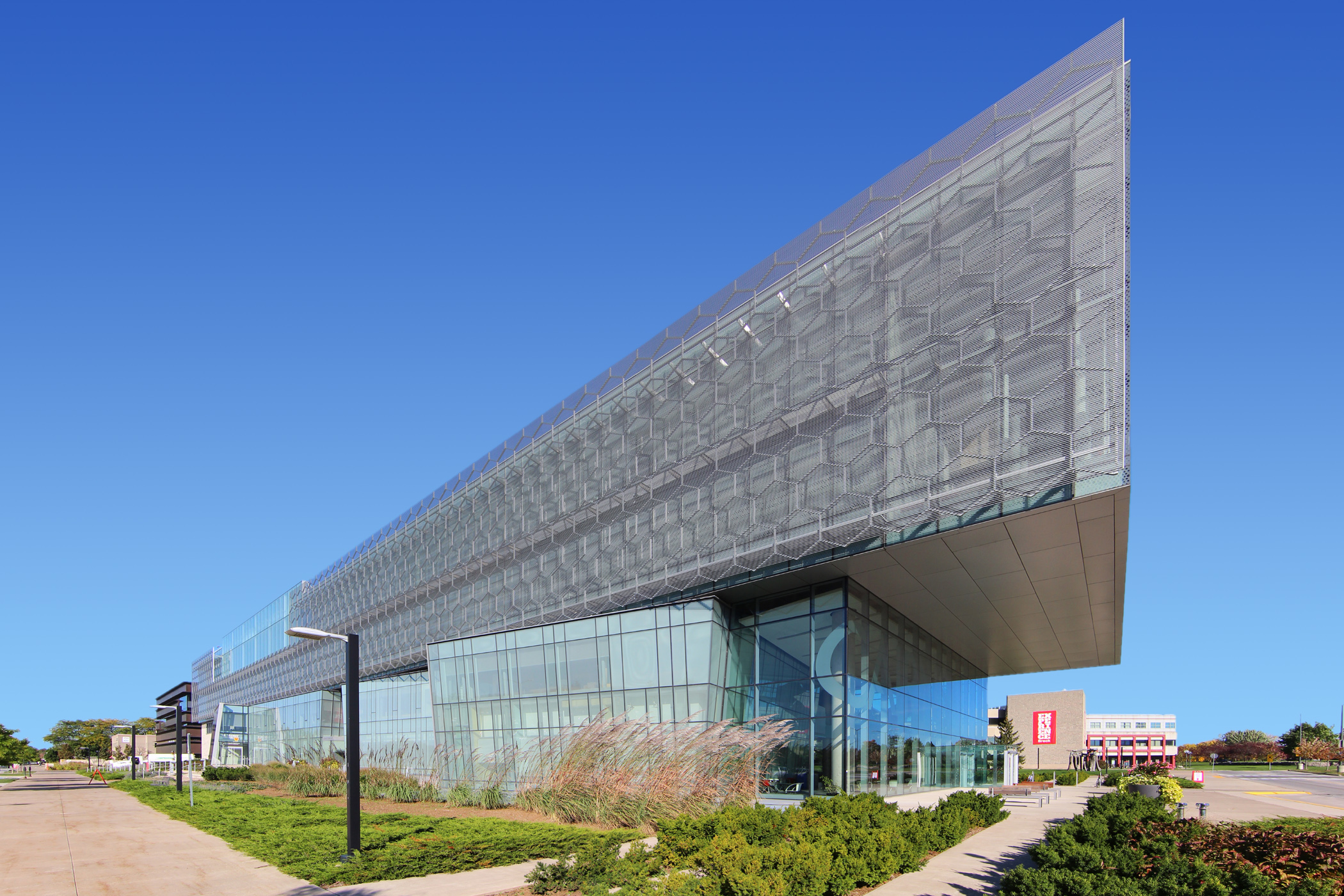
مجتمع تحقیقات بهداشت و علوم زیستی خانواده کرنز